# FC Pasching/Europapokalstatistik
Dieser Artikel stellt die Europacupspiele des FC Pasching sowie die seines 2007 nach Kärnten übersiedelten Vorgängervereins ASKÖ Pasching, der international zunächst als SV Pasching, später als FC Pasching auftrat, dar. Die Heimspiele spielten die Paschinger, sofern nicht anders angegeben, im eigenen Waldstadion.
| Saison  | Bewerb                            | Gegner                 | Ergebnis | Torschützen für Pasching   | Anmerkung                                   |
| ------- | --------------------------------- | ---------------------- | -------- | -------------------------- | ------------------------------------------- |
| 2003/04 | UEFA Intertoto Cup, 1. Runde      | WIT Georgia Tiflis     | 2:2      |                            | aufgrund der Auswärtstorregel aufgestiegen  |
|         |                                   |                        | H – 1:0  | Glieder                    | Spielort: Schwan-Stadion, Schwanenstadt     |
|         |                                   |                        | A – 1:2  | Horvath                    |                                             |
|         | UEFA Intertoto Cup, 2. Runde      | FK Pobeda Prilep       | 3:2      |                            |                                             |
|         |                                   |                        | A – 1:1  | Kovacevic                  |                                             |
|         |                                   |                        | H – 2:1  | Baur, Glieder              |                                             |
|         | UEFA Intertoto Cup, Viertelfinale | Tobyl Qostanai         | 4:0      |                            |                                             |
|         |                                   |                        | A – 1:0  | Glieder                    |                                             |
|         |                                   |                        | H – 3:0  | Datoru, Glieder, Mayrleb   |                                             |
|         | UEFA Intertoto Cup, Halbfinale    | Werder Bremen          | 5:1      |                            |                                             |
|         |                                   |                        | H – 4:0  | Glieder (2), Horvath, Baur |                                             |
|         |                                   |                        | A – 1:1  | Kiesenebner                |                                             |
|         | UEFA Intertoto Cup, Finale        | FC Schalke 04          | 0:2      |                            |                                             |
|         |                                   |                        | H – 0:2  |                            |                                             |
|         |                                   |                        | A – 0:0  |                            |                                             |
| 2004/05 | UEFA-Cup, Qualifikation 2. Runde  | Zenit Sankt Petersburg | 3:3      |                            | aufgrund der Auswärtstorregel ausgeschieden |
|         |                                   |                        | H – 3:1  | Glieder (2), Mayrleb       |                                             |
|         |                                   |                        | A – 0:2  |                            |                                             |
| 2005/06 | UEFA-Cup, Qualifikation 2. Runde  | Zenit Sankt Petersburg | 3:3      |                            | aufgrund der Auswärtstorregel ausgeschieden |
|         |                                   |                        | H – 2:2  | Chaile, Wisio              |                                             |
|         |                                   |                        | A – 1:1  | Gilewicz                   |                                             |
| 2006/07 | UEFA-Cup, 1. Runde                | AS Livorno             | 0:3      |                            |                                             |
|         |                                   |                        | A – 0:2  |                            |                                             |
|         |                                   |                        | H – 0:1  |                            |                                             |
| 2013/14 | UEFA Europa League, Play-Off      | GD Estoril Praia       | 1:4      |                            |                                             |
|         |                                   |                        | A – 0:2  |                            |                                             |
|         |                                   |                        | H – 1:2  | Sobkova                    | Spielort: Linzer Stadion, Linz              |